# Hypothèse de la grand-mère
L'hypothèse de la grand-mère est une des hypothèses cherchant à expliquer pourquoi la ménopause est survenue au cours de l'évolution de l'humanité, alors qu'elle est rare chez les autres mammifères. Elle pose l'hypothèse que cet âge « infertile » de la vie a pu conférer un réel avantage évolutif à l'espèce humaine en permettant aux grands-mères de s'occuper de leurs petits-enfants. L'absence d'une infertilité anticipée chez l'homme n'a pas été intégrée à cette réflexion. 

## L'hypothèse
Selon cette hypothèse, la ménopause aurait une double origine :
- les risques associés à la grossesse et à l'accouchement ;
- l'importance relative accordée à l'« investissement parental » par l'espèce humaine.

L'investissement des grands-mères aurait aussi son importance chez les rares espèces animales ayant une ménopause, comme les baleines, les orques. Cette hypothèse a été formulée par Kristen Hawkes et ses collègues, et George C. Williams a été le premier à avancer que la ménopause pourrait avoir un effet protecteur.

## Arguments

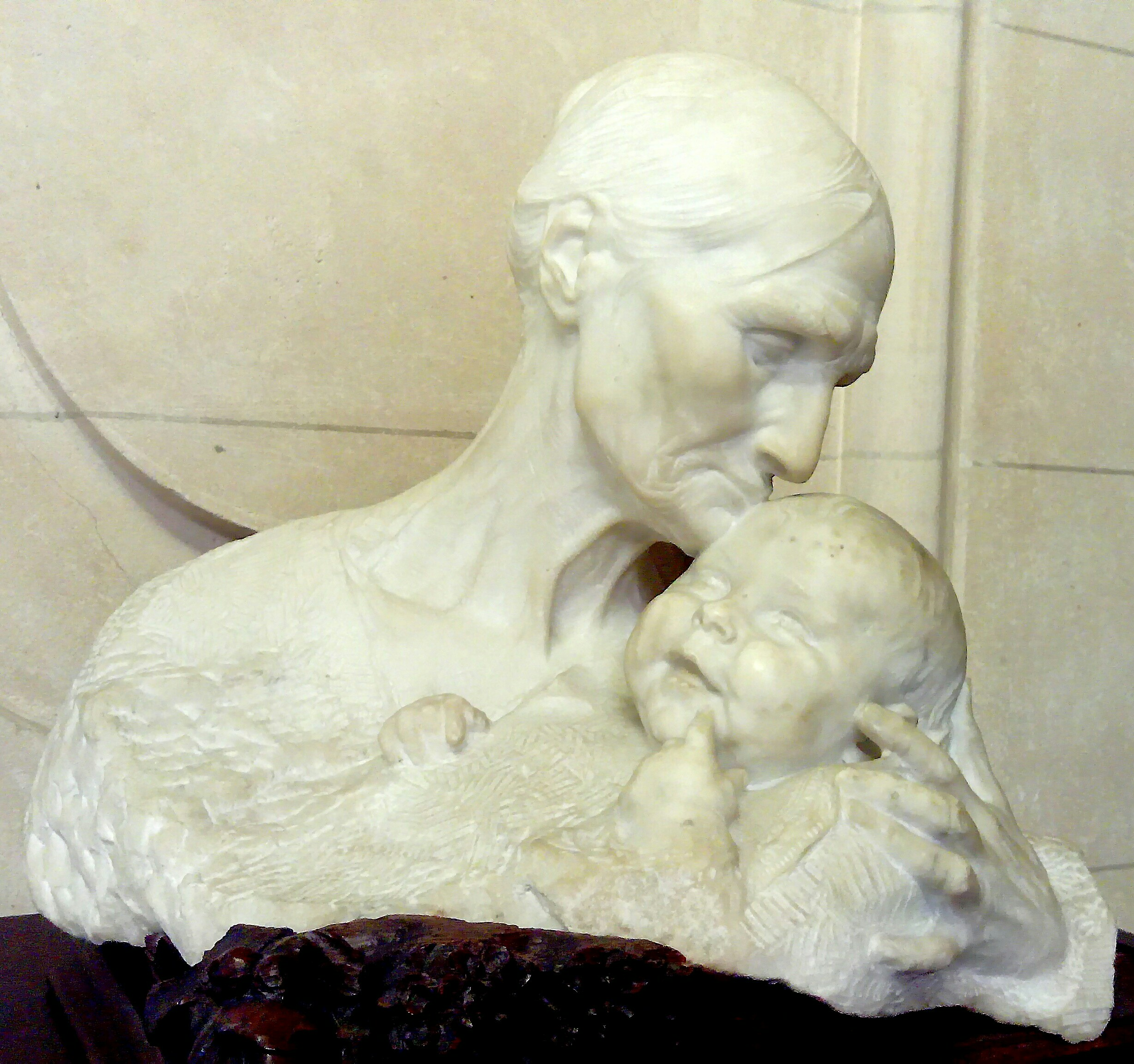
Le Baiser de l'aïeule (1892), sculpture par Jean Dampt exposée au musée d'Orsay figurant une grand-mère embrassant sa petite-fille ou son petit-fils sur le front.

- Le Baiser de l'aïeule (1892), sculpture par Jean Dampt exposée au musée d'Orsay figurant une grand-mère embrassant sa petite-fille ou son petit-fils sur le front.La grossesse et l'accouchement sont très préjudiciables à la santé des femmes et à leur longévité ; bien qu'elle vivent en moyenne plus longtemps que les hommes, et que l'allaitement et la grossesse puissent aussi avoir certains aspects positifs pour la santé de la femme (protection contre le cancer du sein...).
- L'accouchement expose les femmes à des accidents ou à des infections éventuellement mortelles après l'accouchement, surtout lorsqu'elles sont âgées.
- La grossesse puis l'allaitement augmentent les besoins alimentaires, au risque de provoquer des carences chez la femme dans un contexte de sous-alimentation ou de mauvaise alimentation.
- Une grossesse tardive augmente le risque de malformations ou de certaines maladies congénitales (dont la trisomie 21) chez l'enfant et le risque que sa mère ne puisse l'élever.

Aussi certains anthropologues pensent-ils que les femmes âgées des temps préhistoriques étaient déjà moins fécondes que les plus jeunes, voire non-fécondes au-delà d'un certain âge.
On peut imaginer que, ayant perdu leur capacité de procréation, les mères âgées disposaient de plus de temps et d'énergie pour aider et protéger leurs enfants et petits-enfants, et s'occuper de leur éducation. Les béhavioristes qualifient cet investissement de « temps d'investissement parental ». Les expériences et la simple observation ont montré que les mammifères (primates en particulier) ayant bénéficié d'une telle période de protection et d'instruction avaient plus de chances d'atteindre l'âge auquel ils seront à même de se reproduire.
Aux temps préhistoriques, les femmes ménopausées auraient donc bénéficié d'une longévité moyenne accrue tout en disposant de plus de temps pour s'occuper de leurs enfants et de leurs petits-enfants. La progéniture de ces femmes ménopausées profitait de ce supplément d'investissement parental et était ainsi plus susceptible d'atteindre l'âge de procréer. Grâce aux gènes maternels dont elle héritait, cette nouvelle génération bénéficiait à son tour de la ménopause et avait une postérité plus nombreuse. Ceci a donné lieu à une théorie évolutionniste de la ménopause : chez les femmes actuelles, la ménopause serait l'héritage d'une adaptation protectrice qui a permis jadis aux femmes âgées de mieux concentrer leurs ressources maternelles.
Ce modèle a été critiqué notamment par l'anthropologue américaine Jocelyn Scott Peccei, en particulier parce qu'il est basé sur des données démographiques modernes. Selon cette chercheuse, la ménopause serait un avantage évolutif bien plus ancien, sélectionné chez les jeunes mères pour qu'elles s'investissent dans le suivi de leur progéniture pré-adulte. L'âge de la ménopause aurait ensuite reculé avec l'allongement de la durée de vie moyenne de l'être humain.